# Don José, Pepe y Pepito (película)
Don José, Pepe y Pepito es una película cómica española producida en 1959, aunque no se estrenó hasta 1961. Fue coescrita y dirigida por Clemente Pamplona y protagonizada por Antonio Casal, Manolo Morán, Jorge Vico y Ana Esmeralda.
Está basada en la obra de teatro homónima escrita por el dramaturgo español Juan Ignacio Luca de Tena y estrenada en 1952.
Los dibujos que aparecen durante los títulos de crédito son obra de Antonio Mingote.

## Sinopsis
Francis es una joven americana dueña de una fábrica de material quirúrgico en Nueva York que, durante una visita de negocios, va a poner patas arriba la vida de una familia madrileña compuesta por el abuelo, Pepe; el hijo, don José, y el nieto, Pepito. El nieto, se enamora perdidamente de ella nada más verla, aunque ella lo considera un niño. Su padre, el viudo Don José, también empieza a sentir cosas por la joven. En esta difícil situación entre padre e hijo, solo el abuelo, Pepe, podrá encontrar una solución para salvar los lazos familiares que amenazan con quebrarse. 

## Reparto
- Antonio Casal como	Don José Quiroga
- Manolo Morán como Pepe Quiroga
- Jorge Vico como Pepito Quiroga
- Ana Esmeralda como Francis
- José Isbert como Marcelo
- Lucía Prado como Anita
- Laura Granados como Elena
- Ángel Ter como Percy
- Matilde Muñoz Sampedro como Viuda
- María Bassó como Viuda
- Milagros Leal como Viuda
- María Isbert como Doncella de Pepe
- Manuel Bermúdez 'Boliche' como Hombre 1 en reunión
- Rafael Corés como Secretario
- Raúl Cancio como Gerente del Molino Rojo